# Salmo 63

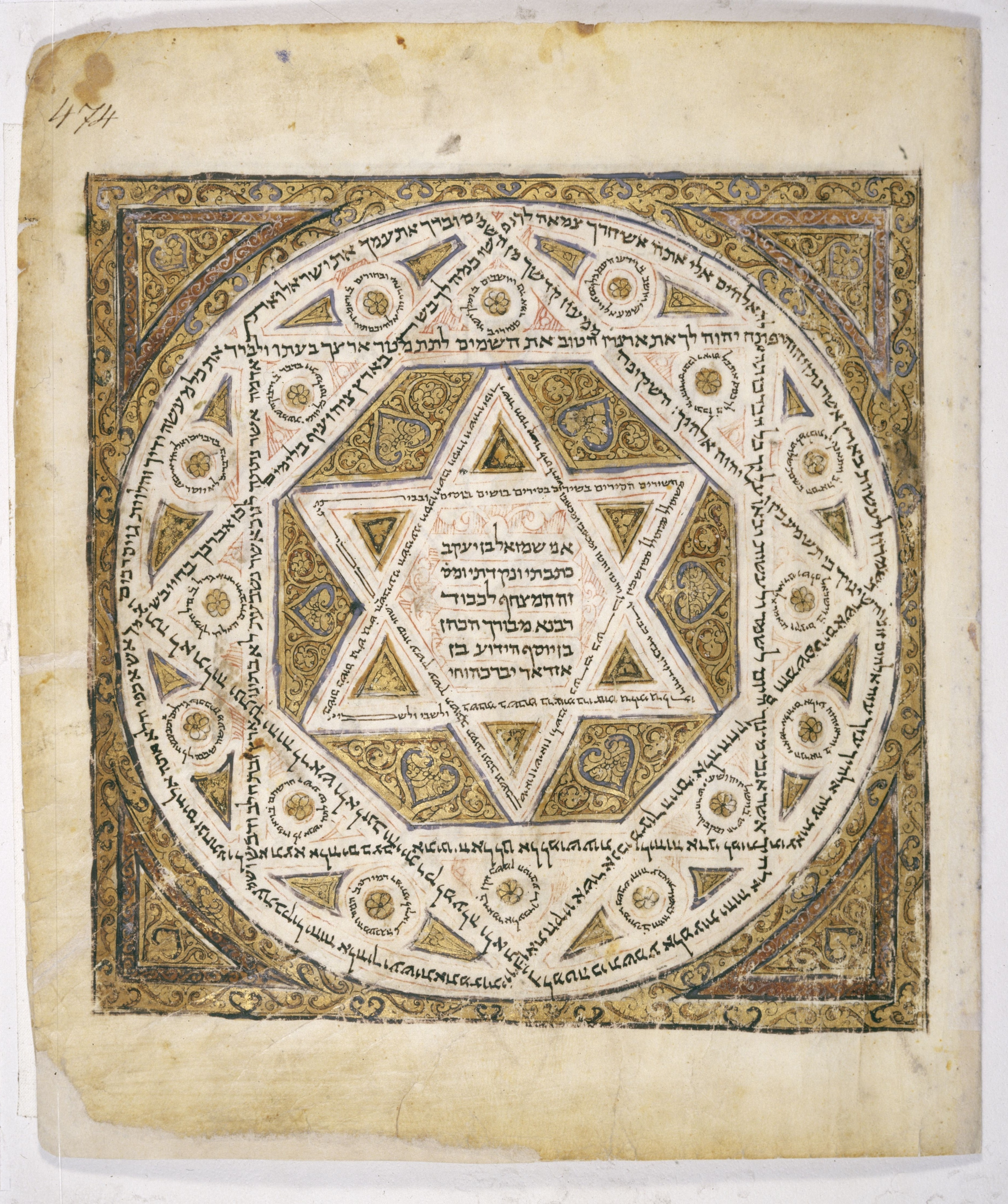
Manoscritto del codice di Leningrado; la stella di Davide è decorata con il primo versetto del salmo.

Il salmo 63 (62 secondo la numerazione greca) costituisce il sessantatreesimo capitolo del Libro dei salmi.
È tradizionalmente attribuito al re Davide. È utilizzato dalla Chiesa cattolica nella liturgia delle ore.